# Jacques Versel
Jacques Versel, né le 18 février 1885 à Villefranche-de-Lauragais et mort le 18 février 1971 à Eaubonne, est un athlète français, spécialiste du 1 500 mètres.

## Biographie
Jacques Delée Orone Paul Marie Georges Versel est le fils de Eugène Amédée, percepteur des contributions, et Jenny Marie Elonore Rey.
En 1909, il devient Champion de France en remportant l'épreuve du 1 500 mètres. Il participera aux Cross des Nations.
Engagé dans l'armée lors de la Première Guerre mondiale, il est décoré de la Croix de guerre.

### Palmarès
- Championnats de France d'athlétisme :
  - vainqueur du 1 500 mètres en 1909